# Любе (село)
Любе — село в Україні, у Девладівській сільській громаді Криворізького району Дніпропетровської області.
Населення — 49 мешканців.

## Географія
Село Любе знаходиться на відстані 1 км від сіл Козацька Слобода і Вербове. По селу протікає пересихаючий струмок з загатою.

## Населення

### Мова
Розподіл населення за рідною мовою за даними перепису 2001 року:
| Мова       | Відсоток |
| ---------- | -------- |
| українська | 89,8 %   |
| російська  | 10,2 %   |

## Інтернет-посилання
- Погода в селі Любе [Архівовано 21 грудня 2011 у Wayback Machine.]

1. ↑  Рідні мови в об'єднаних територіальних громадах України — Український центр суспільних даних